# Converse (schoenenmerk)

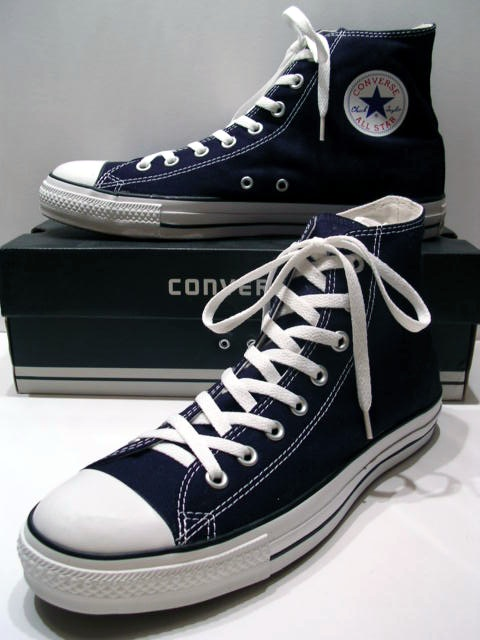
Een paar Converse All Stars

Converse is een Amerikaans schoenenfabrikant die sinds het begin van de 20e eeuw schoenen produceert. Het bedrijf is een dochteronderneming van Nike, Inc..

## Geschiedenis

### 1908–1941: Start en Chuck Taylor
In 1908 werd in Malden, Massachusetts de Converse Rubber Shoe Company (ook bekend als de Boston Rubber Shoe Company) geopend door Marquis M. Converse, een voormalig gerespecteerd manager van een schoenenfirma. Het bedrijf was een fabrikant voor schoenen van rubber dat schoenen verzorgde voor mannen, vrouwen en kinderen. In 1910 produceerde Converse dagelijks 4000 schoenen, maar het was pas in 1915 toen het bedrijf begon met produceren van tennisschoenen voor atleten.
Het keerpunt van het bedrijf was in 1917 toen de Converse All-Star basketbalschoen werd geïntroduceerd. Dit was indertijd een innovatie, aangezien de sport toen nog maar 25 jaar bestond. In 1921 liep een basketbalspeler met de naam Chuck Taylor de winkel binnen met de klacht dat hij pijnlijke voeten had, Converse gaf hem een baan. Hij werkte als vertegenwoordiger en ambassadeur waardoor hij de schoenen bekend maakte rondom de Verenigde Staten. In 1923, na het publiceren van een terugblik op de eerste 60 jaar van basketbal, en het lesgeven van zijn eerste basketbalkliniek aan de North Carolina State University, werd zijn handtekening toegevoegd aan de All Star. Hij bleef onvermoeibaar doorgaan met zijn werk tot kort voor zijn dood in 1969.

### 1941-heden: Oorlog, faillissement en een nieuw management
Toen de Verenigde Staten de Tweede Wereldoorlog inging in 1941, begon Converse met het maken van schoeisel en kleding voor piloten en troepen. Het merk was populair gedurende de jaren 50 en jaren 60 maar verloor veel van zijn schijnbare monopoliepositie vanaf de jaren 70 met de golf van nieuwe concurrenten als Nike, Adidas en Reebok die radicale nieuwe ontwerpen introduceerden. Converse was gedurende een lange tijd de officiële maker van de schoenen van de National Basketball Association. Het verlies van dit marktaandeel, gecombineerd met slechte zakelijke beslissingen, forceerde het bedrijf om faillissement aan te vragen op 22 januari 2001 waardoor later dat jaar de laatste fabriek in de Verenigde Staten werd gesloten. Hierdoor werd het produceren voor de Amerikaanse markt niet meer in hetzelfde land gedaan maar in verschillende Aziatische landen zoals China, Indonesië en Vietnam.
Op 9 juli 2003 werd het bedrijf overgenomen door rivaal Nike.